# Aborto en Bolivia
El aborto en Bolivia, referido al aborto inducido, está regulado en Bolivia desde 1973. El mismo es legal para prevenir daño a la salud de la mujer o en casos de violación. En otro caso, el aborto tiene una penalización tanto para la mujer embarazada como para la persona que lo realiza. La sentencia constitucional 0206/2014 indica que la mujer embarazada puede acceder al aborto sin la necesidad de una autorización judicial, que era la norma hasta entonces. Las causales para acceder al aborto se incrementaron en 2018. Se adicionó la posibilidad de llevar a cabo el procedimiento para prevenir riesgos presentes o futuros para la vida y salud integral de la mujer embarazada, malformaciones incompatibles con la vida, sea consecuencia de una reproducción asistida no consentida, de una violación o incesto, y cuando se trate de niñas y adolescentes, o si tienen a su cargo personas adultas mayores, con discapacidad u otros menores, o sean estudiantes.

## Marco legal del aborto en Bolivia
En Bolivia, el aborto inducido está penado de acuerdo al artículo 263 del Código Penal. El artículo 266 establece que las mujeres pueden realizarse un aborto de manera excepcional previa autorización judicial y cumpliendo con las causales. Con las modificaciones de 2017 se ampliaron las causales del aborto y se estableció la obligatoriedad para que el sistema público de salud le otorgue a las mujeres este derecho de manera gratuita sin condición ni tutelaje, sin que ningún médico evalúe.

Cuando el aborto hubiere sido consecuencia de un delito de violación, rapto no seguido de matrimonio, estupro o incesto, no se aplicará sanción alguna, siempre que la acción penal hubiere sido iniciada.

Tampoco será punible si el aborto hubiere sido practicado con el fin de evitar un peligro para la vida o la salud de la madre y si este peligro no podía ser evitado por otros medios.

En ambos casos, el aborto deberá ser practicado por un médico, con el consentimiento de la mujer y autorización judicial en su caso.
Artículo 266. (Aborto Impune)

Esta penalización del aborto inducido y no autorizado se traduce en la práctica clandestina del mismo por personas de dudosa formación y en condiciones insalubres e inseguras, deslindando responsabilidades de quienes lo practican. A pesar de la existencia de la sentencia constitucional 0206/2014, las presiones sociales de grupos religiosos y el estigma que conlleva realizarse un aborto de manera pública, suelen hacer que acceder al mismo, inclusive en casos previstos por la ley sea dificultoso.

## Incidencia del aborto en la población
En términos del debate surgido en a principios del 2015 en Bolivia sobre la posible despenalización del aborto inducido en Bolivia es importante tratar de entender los factores causantes de aquel.

### Estudio de 2011
En 2010 un grupo de investigadores trabajó el tema del aborto en el estudio Embarazos no deseados y abortos inseguros en cinco ciudades de Bolivia, realizado en cinco ciudades de Bolivia, donde se aplicó una encuesta con una muestra de 1386 mujeres, de ellas, sólo 1175 dijeron haber iniciado su vida sexual de manera que sobre ese número se realizó el análisis
Entre los datos que aporta la investigación se menciona: a nivel urbano, el 48 % de las mujeres del estudio tuvo por lo menos un embarazo no deseado y el 43,5 % más de uno. El 90 % de las mujeres urbanas que participaron del estudio conocían  al menos un método anticonceptivo y  el 66,6 % de aquellas afirmaron conocer por lo menos tres métodos anticonceptivos diferentes. 
La práctica del aborto inducido no se restringe a un grupo poblacional de una edad específica. En ese sentido el 17 % de las participantes en el estudio indicaron haber llevado adelante una interrupción inducida de su embarazo entre los 13 y 19 años, la mitad entre sus 20 y 29 años y un tercio entre sus 30 y 39 años.

## Salud pública
El aborto clandestino es la tercera causa de muerte materna en el país.
Con respecto a los métodos de aborto causantes del alto nivel de muertes y problemas de salud para los que lo llevan adelante se resalta el bajo acceso a métodos seguros. Los métodos quirúrgicos y con medicamentos representaron respectivamente el 56,6 % y 21 % de los casos. El restante 21 % procedió al uso de infusiones, inyecciones, caídas, carga de objetos pesados e introducción de objetos en la vagina. Una de las razones por optar por esos métodos menos preferidos es el costo, más del 51 % de las mujeres que abortaron tuvieron costos adicionales a 250bs.
Tomando en cuenta el factor psicológico de llevar adelante dicho acto se resalta la baja efectividad de los métodos de interrupción inducida practicados. 1 de 3 abortos falló en el primer intento, 1 de cada 10 abortos tuvo que llevarse adelante en el tercero intento.
En Bolivia se considera el uso de métodos anticonceptivos denominados modernos como altamente sujeto a la condición socioeconómica. Una mujer en la urbe que no ha terminado el colegio, tiene 5 veces menos probabilidades de usar un método anticonceptivo moderno en comparación a una mujer que ha podido proseguir sus estudios después del bachillerato. En el caso de haber tenido un embarazo no deseado, el 60,1 % prosiguió con aquel y llegó a término del mismo.